# Владимиров Володимир Іванович
Володимир Іванович Владимиров (1911—1976) — український іхтіолог, професор (1951), доктор біологічних наук (1946), завідувач відділу іхтіології Інституту гідробіології у Києві протягом 1946—1976 років.
Член вченої ради Інституту зоології АН УРСР у 1960-х.